# Рутвиця вузьколиста
Рутвиця вузьколиста, ру́твиця блиску́ча (Thalictrum lucidum) — вид рослин родини жовтецеві (Ranunculaceae), поширений у Європі й західному Сибіру.

## Опис
Багаторічна трава 50–140 см заввишки. Листки чередуються, черешкові, прилисткові. Стеблових листків 7–10. Листові пластини яйцюваті, 2–4-перисті. Листові сегменти від еліптичних до довгастих (найбільш нижні листя) чи лінійних (верхні листки), зазвичай цілі, іноді 2–3-зубчасті на кінчиках, верхня поверхня блискуча, темно-зелена, нижня — світло-зелена, дрібно-волосата паралельно до жилок.
Суцвіття випростано-розгалужене, досить розріджене. Квіти радіально симетричні, блідо-жовті, ≈ 1 см упоперек. Немає пелюсток. Чашолистків 4–5, зеленувато-білі, рано в'януть. Тичинок багато, блідо-жовті, 2–4 мм завдовжки; пиляки очевидно коротші. Кілька маточок. Плід — 8–10-хребетна, безчерешкова сім'янка.

## Поширення
Поширений у Європі й західному Сибіру. Населяє заліснені луки, узбіччя доріг і залізниць.
В Україні зростає на вологих і заболочених лугах — у Карпатах, Поліссі та Лісостепу звичайний; в Степу рідко (м. Дніпро, м. Миколаїв).

## Галерея

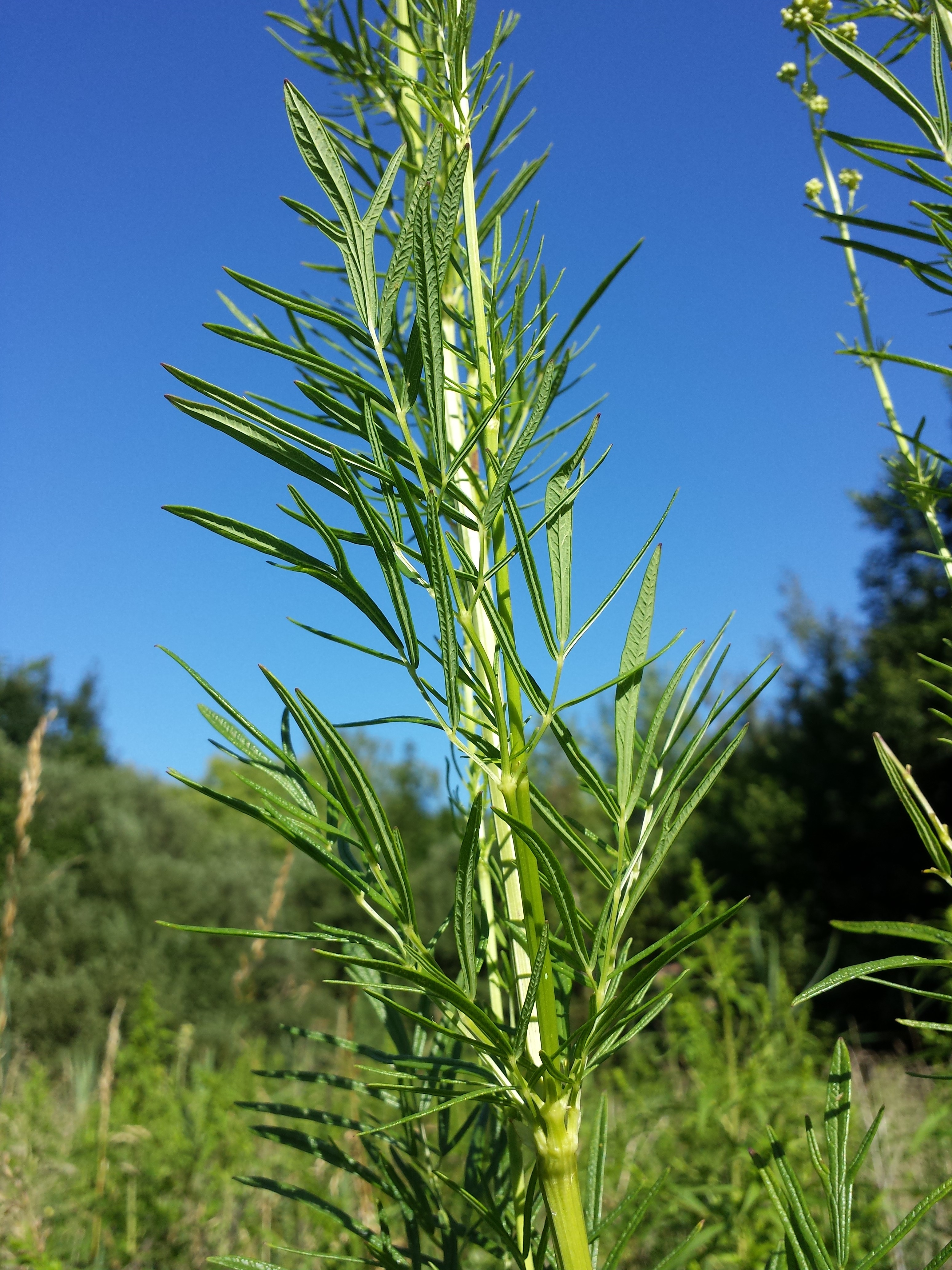
стебло з листям
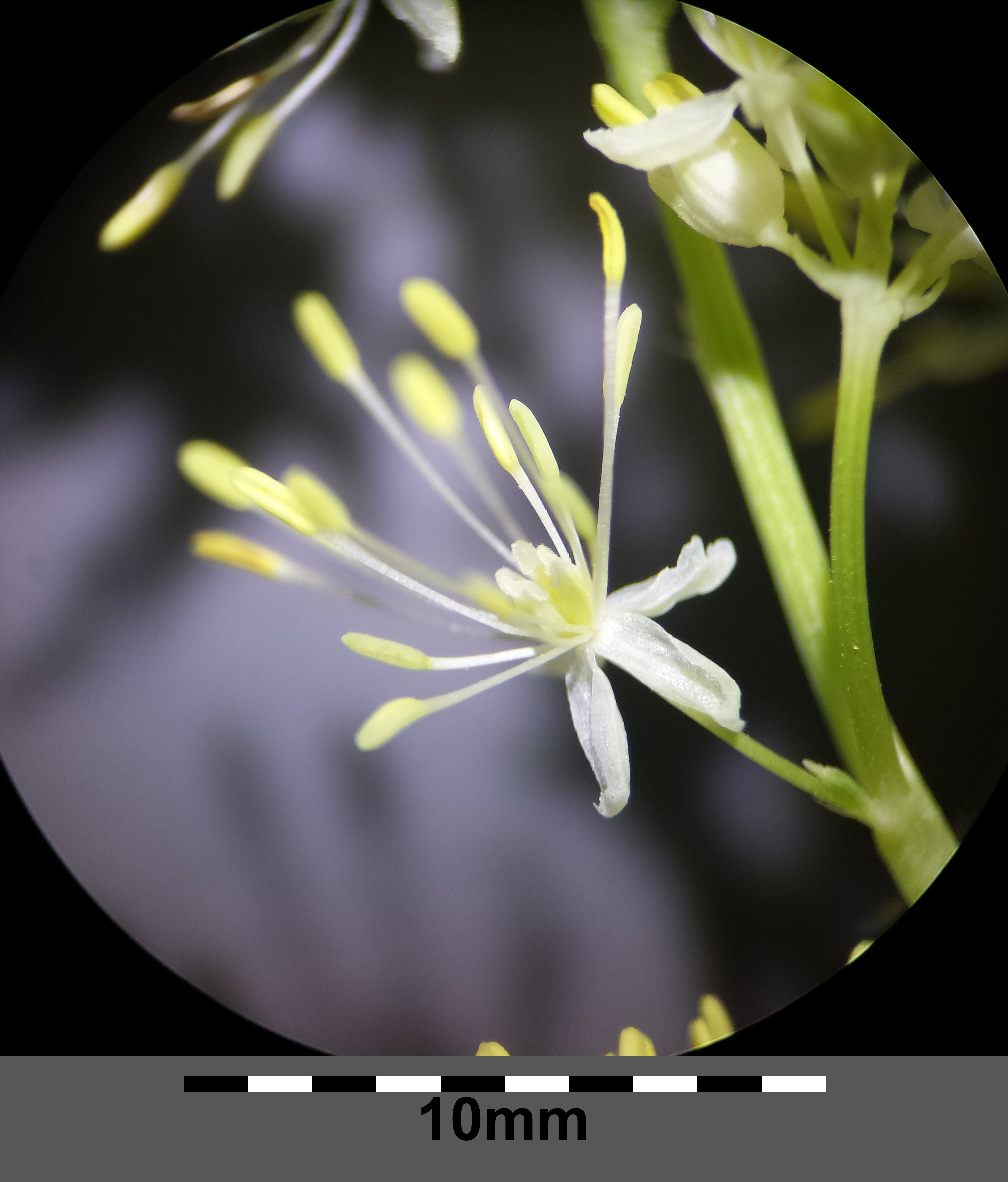
квітка
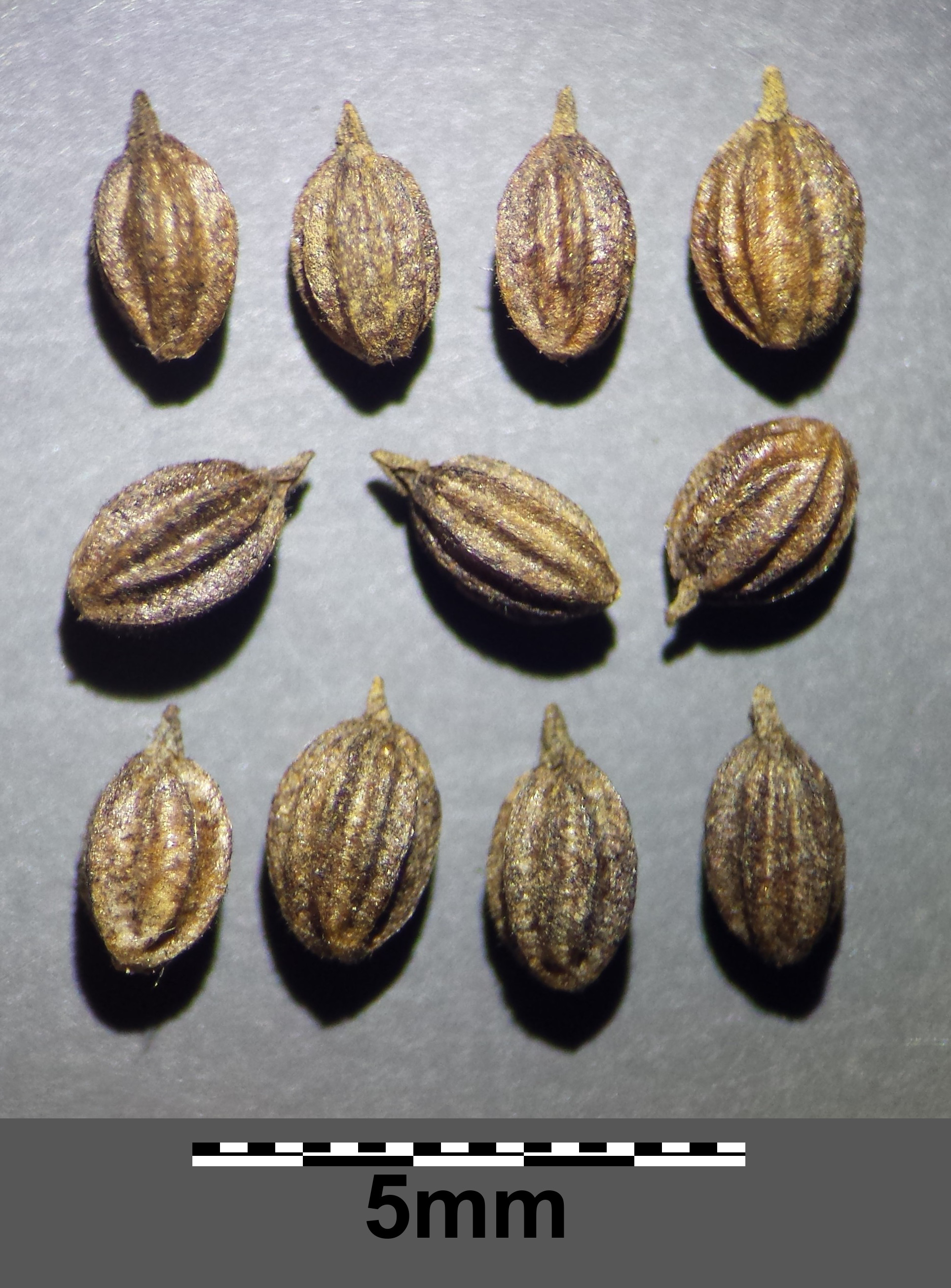
плоди